# 경제성장

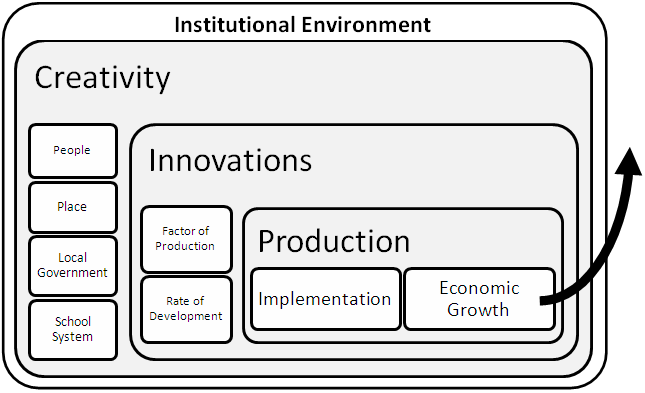

경제성장(經濟成長,영어: economic growth)이란 특정 국가에서 일정 기간 동안, 특정 경제에 의해 생산된 재화와 용역의 증가분을 말한다. 전통적으로 경제성장률(economic growth rate)은 실질 ’국내 총생산‘ 또는 실질 GDP(real Gross Domestic Product)의 증가분으로 측정을 해왔다. ’성장‘이란 보통 재화와 용역의 가격에 대한 인플레이션의 영향까지 반영된 실질 생산이 반영되어 측정된다. 따라서 전년대비 실질 GDP의 증가분을 경제성장률 또는 GDP 성장률이라고 한다.

## 대상
경제성장률은 47년간 한 국가의 영토 내에 있는 외국인과 내국인들의 경제활동, 가계, 기업, 정부가 생산활동에 참여해서 만들어 낸 부가가치 또는 최종 생산물의 합계를 이전년도와 비교해서 산출해 낸다. 따라서 외국 기업이 한국에서 생산한 소득은 포함되지만, 한국 기업이 외국에 진출하여 생산한 소득은 포함되지 않는다.

## 측정 지표
1980년대까지는 경제규모 등 국민소득의 지표로 '국민 총생산'(GNP)이 주로 사용되었지만, 현재는 물가상승률과 인플레이션을 모두 반영한 '국내 총생산'(GDP)을 더 널리 사용하고 있다. 다국적 기업이 증가하고, 외국인의 투자가 확대됨에 따라 '국민 총생산'(GNP)보다는 '국내 총생산'(GDP)을 선호하게 되었다.

## 영향을 미치는 요인
- 원자재 가격

매장량이 없고, 전체 수입에 의존하는 원유는 생산단가에 반영된다. 생산단가에 반영된 원자재는 판매가격에 영향을 미치며, 국내외 시장에서의 가격경쟁력을 결정한다.
- 실업률

생산과 소비, 투자와 저축을 담당하는 주체로서 낮을수록 건전한 지표로 나타난다.
- 물가상승률

자금조달 비용과 생산원가를 결정하는 원인이 되기 때문에 중요한 요인 중의 하나이다.

## 역사
서구(西歐) 전통사회에서 근대자본주의 경제가 싹트기 시작하는 것은 12세기 이후의 일이며 이것은 서구사회가 동양사회와 접촉함으로써 시작된 것이다. 그 최초의 계기는 십자군 원정에서 마련되었다. 십자군 원정은 종교전쟁이었으나 이 전쟁이 가져온 정치적 및 경제적 결과는 컸다. 정치적으로는 서구의 분권영주구가가 연합 또는 통합되어 절대왕조의 기틀이 이루어졌고 경제적으로는 봉쇄적 가내경제가 개방경제로 옮겨지는 계기가 마련되었다. 십자군 원정은 지중해연안의 새로운 도시를 발생시켰다. 원정군 및 군량(軍糧)의 수송에는 이탈리아 상인이 다수 참가했다. 수송선들은 회로(回路)에 동양상품을 반입하여 서구사회에 전파시켰다. 제노바, 플로렌스, 마르세유 등 지중해의 도시들은 이때에 발달한 것이며 이 도시를 거점으로 하여 유럽대륙의 내부에서, 도처에 상업도시가 발생하게 된 것이다. 특히 이 원정은 중반에 들어서면서부터는 종교적 정열보다도 경제적 관심이 앞서서 동서교역은 이로써 더욱 활발하게 전개되었다. 동서교역은 도시수공업 발달을 자극했고 농촌경제는 도시와 연결됨으로써 상업적 농업으로 옮겨져 갔다. 이리하여 도시에서는 길드가 발생하고 농촌에서는 지대경제(地代經濟)가 형성되었다. 이러한 과정을 통하여 도시와 농촌에서 제3계급인 중산층이 성장해 나갔던 것이다. 이들 중산층이 바로 근대의 담당자인 시민계급이었다. 시민계급의 각성에서 전개된 문화혁명이 ‘르네상스’와 ‘레포메이션’을 갖고 온 것이다. 서구 전통사회에 또하나의 격변을 가져온 것은 절대왕조의 중상주의였다. 중상주의는 16세기의 서구제국의 해외팽창으로 전개된 것이며 이것은 바스코 다 가마의 아프리카 우회항로의 개척과 콜럼버스의 아메리카 대륙의 발견으로 더욱 크게 촉진되었다. 이 항로의 개척으로 동서교역은 지중해서 대서양으로 옮겨졌다. 포르투갈, 에스파냐, 네덜란드, 영국이 새로이 해상국가로 등장했고, 리스본, 앤트워프, 런던 등 무역도시가 국제항으로 발전했다. 절대왕조의 중상주의 정책으로 시민계급의 경제적 성장은 가속화하고 그들은 정치에도 관여하면서 세력을 확장하여 근대시민국가의 기반을 다져나갔던 것이다. 서구 근대자본주의의 발달에 결정적인 역할을 한 것은 산업혁명이었다. 산업혁명은 시민계급의 경제적 성장의 결과이며 이것은 근대과학기술의 발달과 거기에 따른 사회경제구조의 변혁을 일으킨 것이다. 18세기 후반기 이래 전개된 영국의 산업혁명은 섬유공업에서 시작되어 기계공업 제철, 제강업 등 생산재 공업에 파급되었고 또 조선업, 철도업 등 운수업에서도 대혁신이 일어났으며 이로써 새로운 공업도시가 발생하게 되었다. 이와 같은 기술의 발달, 생산조직의 변혁은 자유주의·개인주의 및 합리주의로 특징있는 근대자본주의 문화를 탄생시킨 것이다. 영국의 산업혁명은 19세기에 들어서면서부터는 유럽대륙 및 미국에 파급되어 19세기 전반기는 구미사회에 혁신시대를 맞게 했다. 자본주의적 공업화는 19세기 후반기에 접어들면서부터는 다시 새로운 단계를 맞이하게 된다.
1860년대의 제강업 분야에서의 기술적 발명은 자동차공업의 발달을 가져와 수송업계에 일대혁신을 불러일으켰고 화학공업의 발달은 수많은 공업분야의 개척을 촉진시켰다. 그러나 19세기 후반기의 자본주의 경제가 맞이한 새로운 단계는 이러한 기술적 혁신에 따른 공업화 때문이라기보다는 자본주의의 성숙에 따른 사회경제조직 면에 나타난 변화라고 하겠다. 서구제국의 산업혁명이 일단락을 짓게 되자 서구 각국 공업은 원료의 구득난(求得難)과 상품판로의 협소라는 사태에 직면하게 되었고 자본제적 생산의 과당경쟁은 이윤율의 저하를 자초했다. 이리하여 성숙된 자본주의는 이윤율 저하의 추세를 막아내고자 기업 상호간의 협정 나아가서는 기업집중으로 조직개편을 단행하는 한편 해외 식민지개척에 광분했다. 19세기 말엽 이래의 제국주의, 독점자본주의는 이러한 자본주의경제의 성숙의 결과였다. 이리하여 20세기의 빈번한 제국주의 전쟁을 야기시킨 것이다. 이러한 현상을 사회주의 학자들은 ‘자본주의의 일반적 위기’라고 한다. 1929년의 대공황은 이 일반적 위기의 폭발이라고 하겠다. 이 대공황을 기점으로 하여 자본주의는 또다시 새로운 관계를 맞는다. 뉴딜정책에서 표현된 자유방임주의의 종언, 기업활동에 대한 국가의 개입 및 조정은 현대자본주의의 특징이라고 하겠다. 19세기의 국가는 독점자본의 시녀의 역할을 거리낌 없이 담당해 왔으나 이제는 국가는 사회 각계층의 이익을 옹호하는 입장에 서야만 했다. 그리하여 국가는 안으로는 독점자본을 견제하면서 밖으로는 후진국 개발정책을 지원함으로써 자본주의의 고도성장에 제문제를 해결하고자 하는 것이다.

## 같이 보기
- 경제발전
- 개발경제학
- 국내 총생산(GDP)